# Bay of Sails
Die Bay of Sails (englisch für Bucht der Segel) ist eine seichte Bucht an der Scott-Küste des ostantarktischen Viktorialands. Sie liegt zwischen dem Spike-Kap und dem Gneiss Point.
Die sogenannte Westgruppe um den britischen Geologen Thomas Griffith Taylor (1880–1963) nahm im Zuge der Terra-Nova-Expedition (1910–1913) die Benennung vor. Namensgebend war der Umstand, dass die Gruppe auf dem Meereis an der Einfahrt zur Bucht auf ihren Schlitten Segel gehisst hatte, um den Wind für ein schnelleres Vorwärtskommen zu nutzen.